# Mainka Bau
Die Mainka Bau GmbH & Co. KG ist ein familiengeführtes Bauunternehmen mit Sitz in Lingen (Ems), das insbesondere für die chemische Industrie, die Energiewirtschaft und die Speziallogistikbranche tätig ist.

## Historische Entwicklung

### 1895 bis 1945
Josef und Julia Mainka gründeten 1895 im oberschlesischen Langendorf einen Betrieb für kleinere Pflaster- und Tiefbauarbeiten. Während des Ersten Weltkriegs ruhte das Geschäft. In der Zwischenkriegszeit, insbesondere in den 1930er Jahren, entwickelte sich der Handwerksbetrieb allmählich zu einem Bauunternehmen.
1936 übernahm August Mainka (1910–1971), einer der Söhne des Gründerehepaars, den Betrieb im Alter von 26 Jahren. Die ersten Kriegsjahre führten zu größeren Aufträgen, sodass der Firmeninhaber unabkömmlich gestellt wurde. Nach seiner Einberufung zur Wehrmacht Ende 1942 ruhte der Betrieb erneut kriegsbedingt.

### 1948 bis 1989
1948 wurde August Mainka aus französischer Kriegsgefangenschaft entlassen. Weil er in der oberschlesischen Region keine Zukunft sah, wandte er sich nach Lingen. Dort hielten sich zwei seiner Brüder auf. Die Gründung eines eigenen Handwerksbetriebes war dort damals nicht möglich. Die Witwe eines Bauhandwerkers aus Haselünne, dessen Betrieb noch in der Handwerksrolle eingetragen war, gestattete August Mainka allerdings die Nutzung der Firma Feldhaus für gewerbliche Zwecke. 1948 begann auf diese Weise der Wiederaufbau des Unternehmens. 1949 lautete die Firma dann August Mainka Straßen- und Tiefbau. Das Unternehmen befasste sich in den nächsten 20 Jahren mit kleineren Straßenbauarbeiten für die öffentliche Hand sowie mit Pflasterstraßenbau, Erd- und Wegebauarbeiten für die örtliche Erdölindustrie; es entwickelte sich so zu einem lokal relevanten Straßen- und Tiefbauunternehmen. Als August Mainka 1971 verstarb, zählte der Betrieb rund 200 Mitarbeiter und erwirtschaftete einen Umsatz von 20 Mio. DM.
Anschließend erstreckte sich das Aufgabengebiet hauptsächlich auf den Straßenbau für öffentliche Auftraggeber. Hinzu kamen Arbeiten für die Privatwirtschaft: Wege- und Gleisbau sowie Rohrleitungsbau für die Öl- und Gasindustrie der Region. 1974 erfolgte die Umwandlung in eine Kommanditgesellschaft. Marie-Theres Mainka-Peterson, die verwitwete Ehefrau von August Mainka, agierte als geschäftsführende Gesellschafterin, ab 1980 unterstützt von einem Beirat. Im selben Jahr wurde die Kommanditgesellschaft zudem in eine GmbH & Co. KG transformiert. 1985 ergänzte das Unternehmen sein Spektrum mit dem Kläranlagenbau und fand so den Einstieg in den Hochbau. Das Bauleistungsangebot wurde durch die A. M. Bauservice GmbH abgerundet, die Transportleistungen übernahm und sich im Baustoffhandel betätigte. Ende der 1980er Jahre erstreckte sich der Markt auf den Norden der Bundesrepublik, im Süden reichte er bis ins nördliche Nordrhein-Westfalen.

### Seit 1990
Nach der Wiedervereinigung wurde das Bauunternehmen auch in Sachsen und Thüringen aktiv, 1991 erwarb es einen Betrieb in Greiz, der dann als Greizer Bau GmbH firmierte und 1996 nach Gesamtvollstreckung geschlossen wurde. 1992 gab die Familie Mainka 25,1 % der Unternehmensanteile an der August Mainka Straßen- und Tiefbau GmbH & Co. ab. Als Kommanditisten wurden die Deutsche Beteiligungsgesellschaft mbH und die Deutsche Beteiligungs AG mit zusammen 25,1 % aufgenommen. Die weiteren Anteile hielten Marie-Theres Mainka-Peterson (24,8 %) sowie ihr Sohn Andreas Mainka (50,1 %).
1996 trat Andreas Mainka in die Geschäftsführung ein. 2008 veräußerte die Deutsche Beteiligungs AG ihren Anteil an die Familiengesellschafter. 2015 wurde die Zentrale in Lingen umgebaut und erweitert. Zum 125-jährigen Firmenjubiläum erfolgte Anfang 2020 die Veränderung der Firma in Mainka Bau GmbH & Co. KG. Im November 2020 bezog das Unternehmen ein neues Verwaltungsgebäude am Darmer Esch.

## Gegenwart

### Organisation und Standorte

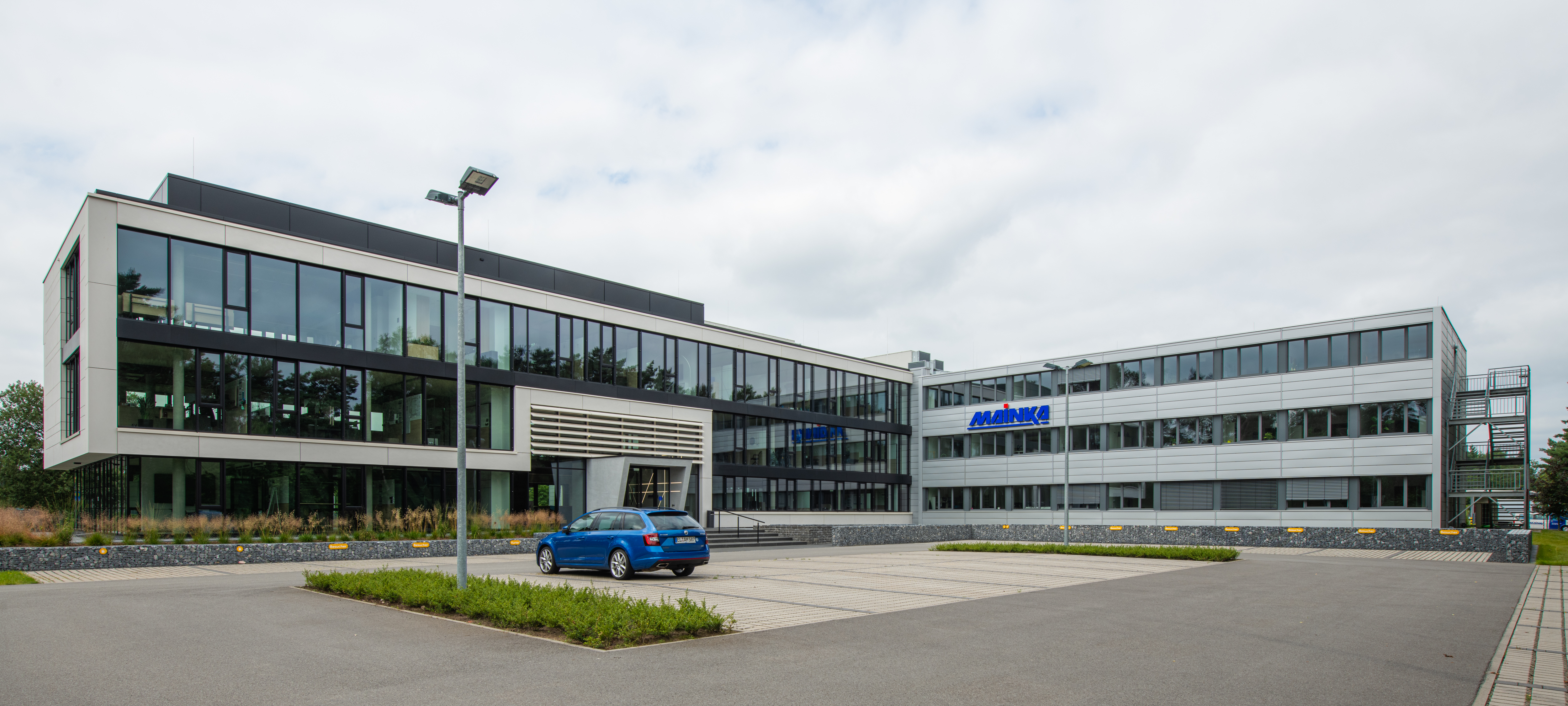
Gebäude der Zentrale in Lingen (2021)

Das Unternehmen ist als GmbH & Co. KG organisiert. Die persönlich haftende Gesellschafterin (Komplementärin) ist die Mainka Geschäftsführungsgesellschaft mbH mit Sitz in Lingen. Die Mainka Bau GmbH & Co. KG ist als Tochterunternehmen in den Konzernabschluss der 4M Holding GmbH mit Sitz in Lingen einbezogen.
Neben der Zentrale in Lingen verfügt das Unternehmen über sieben weitere Niederlassungen: Bergkamen, Brunsbüttel, Gelsenkirchen, Köln, Münster, Osnabrück und Wuppertal.

### Dienstleistungen, Kunden und Märkte
Das Unternehmen übernimmt den Bau von Fabrikgebäuden, Kraftwerken, Lagerhallen, Labor- oder Verwaltungsgebäuden, ferner Erd- und Rohrleitungsbauarbeiten, Straßenbau- und Verkehrsflächenarbeiten. Die Kunden stammen überwiegend aus der chemischen Industrie, der Energiewirtschaft und der Logistikbranche. Öffentliche Auftraggeber kommen hinzu.

### Personal und Leitung
Mitte März 2023 beschäftigte Mainka Bau rund 600 Personen. Ende Dezember 2022 zählten rund 1000 Mitarbeiter zur Unternehmensgruppe. Ende 2022 absolvierten 30 Personen ihre Ausbildung bei der Mainka Bau GmbH & Co. KG, hinzu kamen 3 Dual Studierende.

### Zahlen
Wichtige betriebliche Größen beziehungsweise Kennzahlen haben sich folgendermaßen entwickelt:
| Positionen              | 2014  | 2015  | 2016  | 2017 | 2018  | 2019  | 2020  |
| ----------------------- | ----- | ----- | ----- | ---- | ----- | ----- | ----- |
| Umsatz (Mio. €)         | 83,6  | 97,6  | 138,1 | 93,8 | 95,9  | 107,5 | 155,9 |
| Gesamtleistung (Mio. €) | 117,1 | 102,6 | 94,4  | 95,7 | 113,4 | 143,6 | 179,9 |
| Mitarbeiter             | 372   | 370   | 376   | 386  | 412   | 424   | 442   |
| Auszubildende           | 36    | 38    | 28    | 27   | 25    | 32    | 31    |

### Arbeitsschutz
2016 und 2018 wurden Mitarbeiter mit dem Deutschen Jugend-Arbeitsschutz-Preis gewürdigt. 2019 folgte die Auszeichnung mit dem Deutschen Arbeitsschutzpreis in der Kategorie „Strategisch“. Die Jury hob hervor, Mainka beweise „eine gelebte Fehler- und Meldekultur, die zudem im ganzen Unternehmen gilt. Das ist Arbeitsschutz als Grundpfeiler einer Fürsorgekultur in einer Branche mit traditionell hohen Unfallzahlen“.

### Kooperationen mit Schulen
Das Unternehmen kooperiert mit der Marienschule Lingen und der Gesamtschule Emsland seit 2013, seit 2014 mit der Friedensschule Lingen sowie mit der Oberschule Lengerich seit 2017.

## Anhang